# Route nationale 826
Pour les articles homonymes, voir Route 826.
La route nationale 826 ou RN 826 était une route nationale française reliant Ormes à Épuisay. À la suite de la réforme de 1972, son parcours a été repris par la RN 157, déclassée en 2006 en RD 2157 dans le Loiret et en RD 357 en Loir-et-Cher.

## Ancien tracé d'Ormes à Épuisay (D 2157, D 357)

### Dans le Loiret
- Ormes
- Bucy-Saint-Liphard
- Coulmiers
- Épieds-en-Beauce
- Charsonville

### En Loir-et-Cher
- Ouzouer-le-Marché
- Binas
- Morée
- Fréteval
- Busloup
- Danzé
- Épuisay